# Bolawad, Muddebihal
Bolawad là một làng thuộc tehsil Muddebihal, huyện Bijapur, bang Karnataka, Ấn Độ.